# Sabongari (Tcholliré)
Pour les articles homonymes, voir Sabongari.
Sabongari  est un village du Cameroun situé dans le département du Mayo-Rey et la région du Nord. Sur le plan administratif, il fait partie de la commune de Tcholliré et, sur le plan coutumier, du lamidat de Rey-Bouba.

## Population
Lors du recensement de 2005, le village comptait 837 habitants.

## Éducation
Selon le Plan communal de développement de 2015, les infrastructures scolaires vont être améliorées.